# Siłownia zewnętrzna

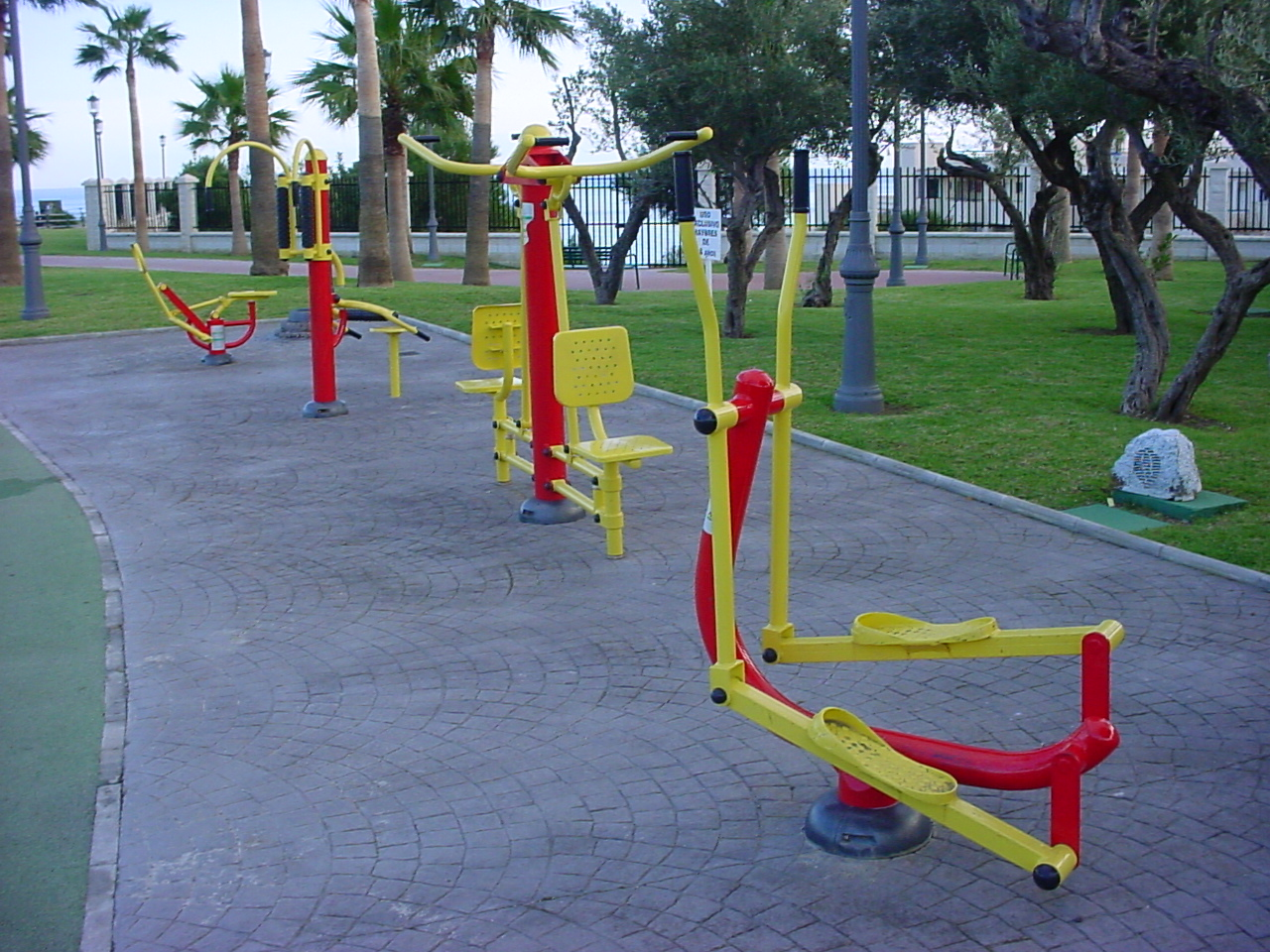
Siłownia zewnętrzna w Parque de Bateria, Torremolinos

Siłownia zewnętrzna (siłownia parkowa) – wydzielone, ogólnodostępne miejsce (często ogrodzone), wyposażone w zespół urządzeń rekreacyjnych zainstalowanych na stałe na lub za pomocą których użytkownicy bez nadzoru i bez pomocy z zewnątrz, mogą ćwiczyć w celu utrzymania lub poprawy ich zdolności fizycznych i intelektualnych. Siłownie zewnętrzne są przeznaczone dla użytkowników powyżej 14 lat lub o wzroście minimum 1,4 m.
W Polsce, zgodnie z przepisami prawa budowlanego, wyposażenia siłowni zewnętrznej są elementami małej architektury, stąd ich budowa wymaga zgłoszenia we właściwym wydziale architektury.
Wymagania bezpieczeństwa dla wyposażenia siłowni zewnętrznych opisuje norma niemiecka DIN 79000:2012-05, która jest pierwowzorem projektu normy europejskiej PN-EN 16630. Zgodnie z wymaganiami normatywnymi siłownie zewnętrzne powinny być oddzielone od placów zabaw. Wymagania dla urządzeń siłowni zewnętrznych różnią się od wymagań dla placów zabaw oraz siłowni wewnętrznych.
Obecnie obowiązująca norma to EN 16630:2015 w nawiązaniu do normy EN 1177:2008 odnośnie do bezpiecznych nawierzchni.